# Ладовский, Ремигий
Ремигий Ладовский (пол. Remigiusz Ładowski; 1738—1793) — польский натуралист.
Его исследования: «Historyja naturalna królewstwa Polskiego, czyll zbior krótki przez alfabet uložony zwierząt, roślin, mineralów, znajdujących sie w Polsce, Litwie» и т. д. (1-е изд., Краков, 1783); «О hodowaniu pszczól» (Варшава, 1781). Напечатал много географических очерков, частью оригинальных, частью переделанных или переведенных с французского.